# Jiamaying
Jiamaying är en ort i Kina. Den ligger i provinsen Shandong, i den östra delen av landet, omkring 110 kilometer nordväst om provinshuvudstaden Jinan. Antalet invånare är 1 836.
Runt Jiamaying är det tätbefolkat, med 550 invånare per kvadratkilometer. Närmaste större samhälle är Laocheng, 9,1 km sydväst om Jiamaying. Trakten runt Jiamaying består till största delen av jordbruksmark.
Genomsnittlig årsnederbörd är 753 millimeter. Den regnigaste månaden är juli, med i genomsnitt 304 mm nederbörd, och den torraste är januari, med 5 mm nederbörd.